# Кастри (Хортач)
Кастри (на гръцки: Καστρί, в превод Крепост) е средновековно отбранително съоръжение, разположено край село Хортач (Хортиатис), Северна Гърция.

## Местоположение
Крепостта е разположена на хълм в планината Хортач (Хортиатис), на 2 km североизточно от село Хортач, на 455 m надморска височина. От крепостта има много добра и широка видимост в околността. Вижда се цялата област на Лъгадинското езеро (Корония) и голяма част от Богданската планина (Вертикос). На запад погледът стига до връх Камила (565 m), а на изток до брега на Бешичкото езеро (Волви). На юг няма визуален контакт с Хортач, защото Кастри е 100 m по-ниско. Южната страна на хълма би била най-уязвима в случай на вражеско нашествие. Кастри е близо до Хортачкия акведукт, който е снабдявал с вода Солун през византийския период.

## История
Крепостта не е идентифицирана с нито една крепост, спомената в източниците. На върха на хълма Кастри са намерени фрагменти от съдове от византийския период, които показват съществуването на селище, може би малко укрепено селище или крепост, както подсказва гръцкото му име. Това в комбинация с използването на хоросан в зидарията води до извода, че това е византийски градеж.
За Хортиатис се споменава в кореспонденцията на учения и служител от Солун Димитър Кидон, който споменава нападението над Хортиатис в 1383 година, когато турците под командването на Хайредин паша обсаждат Солун, обезпокоени от политиката на управителя на града Мануил Палеолог. Не е ясно дали става дума за селото или ;по-общо за по-широкия район на планината или за крепостта на върха Кастри.
Също така има бегло споменаване на Хортиатис XV век. Според житието на Стефан Лазаревич, по време на Гражданската война между наследниците на султан Баязид I, Муса, съперник и брат на Сюлейман, опитвайки се да завладее Солун в периода 1411 - 1413 година, разрушава град Хортиатис. Славянската дума град показва укрепена област или укрепен град. Възможно е Кастри да е е крепостта на град Хортиатис, наричан „град“ през 1411 - 1413 година.
Развалините около хълма Кастри, вероятно са руините на оригиналното византийско селище, което след падането на Солун през 1430 година и запустяването на мястото, е изоставено, като населението се премества по време на османската власт в сегашното село, около Хортачкия манастир.
На връх Хортач (1201 m) обаче, южно от селото, също има средновековна крепост.

## Описание
На върха на хълма има плато с трапецовидна форма, оградено със стена с периметър около 200 m. По-голямата част от стената е паднала в стръмните склонове или е покрита с растителност, но следата ѝ върху земята е очевидна, а периметърът ѝ се вижда на сателитни снимки. Теренът вътре в укрепленията е равен. В югозападния ъгъл е най-добре запазената част от стената с височина от 1,5 до 2,5 m. Друга част от нея се намира в средата на северната страна. Съдейки по минималните оцелели участъци, стената е била здрава с дебелина 2 m и височина най-малко 3 m, изградена от различни по големина камъни със свързващ хоросан между тях и фрагменти от керемиди.
Извън стената и по стръмните склонове на хълма има много каменни купчини и руини от сгради, вероятно къщи. Най-голямата развалина е на по-малко наклонената северна страна. Също така вътре и извън стената има много фрагменти от плочки.
Сред руините извън стената от северната страна има сводеста сграда в земята с хидравличен хоросан по вътрешните й стени, която може би е цистерна.